# Michael Wenzel von Althann
Michael Wenzel von Althann (ur. 30 czerwca 1630 w Wiedniu, zm. 17 maja 1686 w Wilkanowie) – arystokrata, ambasador Austrii, starosta hrabstwa kłodzkiego w latach 1680–1686, tajny radca dworu, komendant twierdzy kłodzkiej i założyciel śląskiej linii Althannów.

## Życiorys
Pochodził z arystokratycznej rodziny Althann, żyjącej w Austrii, Czechach, Morawach, Węgrzech i na Śląsku. Był synem Michaela Adolfa von Althanna (1574–1636) i jego drugiej żony Marii Evy Elisabeth von Sternberg (1605–1668). Przejął majorat w Międzylesiu i dobra w Wilkanowie (które w rękach rodziny pozostawały w latach 1653–1945), utworzył osobne dobra Szczerba (w rękach rodziny w latach 1684–1783) i tzw. klucz stroński (w rękach rodziny w latach 1684–1733). W latach 1680–1686 był starostą (niem. Landeshauptmann) hrabstwa kłodzkiego, gdzie do rodziny należały już majoraty w Międzylesiu, Roztokach i Wilkanowie. W tym samym czasie był także komendantem twierdzy kłodzkiej. W latach 1682–1683 był ambasadorem cesarskim w Sztokholmie. W 1684 roku nabył też zamek Szczerba, wsie koło Bystrzycy Kłodzkiej i Lądka Zdroju, ziemie wokół Stronia Śląskiego tworząc tzw. klucz stroński. W Wilkanowie zbudował czterokondygnacyjny pałac letniskowy, gdzie zmarł na apopleksję w wieku 56 lat (lub 59 lat, według Kroniki Wilkanowa). Ciało zmarłego przewieziono z Wilkanowa do Międzylesia i pochowano w rodzinnym grobowcu.
Był żonaty z hrabiną Anną Marią Elżbietą von Aspremont (1646–1723), z którą miał cztery córki i pięciu synów:
- Michael Wenzel Młodszy von Althann (1668–1738) odziedziczył majorat w Międzylesiu i dobra Szczerba,
- Michael Karl von Althann (1671–1687)
- Michael Ferdinand von Althann (1677–1733) cesarski feldmarszałek, komendant twierdzy brzeskiej
- Michael Friedrich Althann (1682–1734) kardynał, wicekról Neapolu
- Michael Franz von Althann (zm. w dzieciństwie)